# Acura CDX
Acura CDX – samochód osobowy typu crossover klasy subkompaktowej produkowany pod japońską marką Acura w Chinach w latach 2016 – 2022.

## Historia i opis modelu

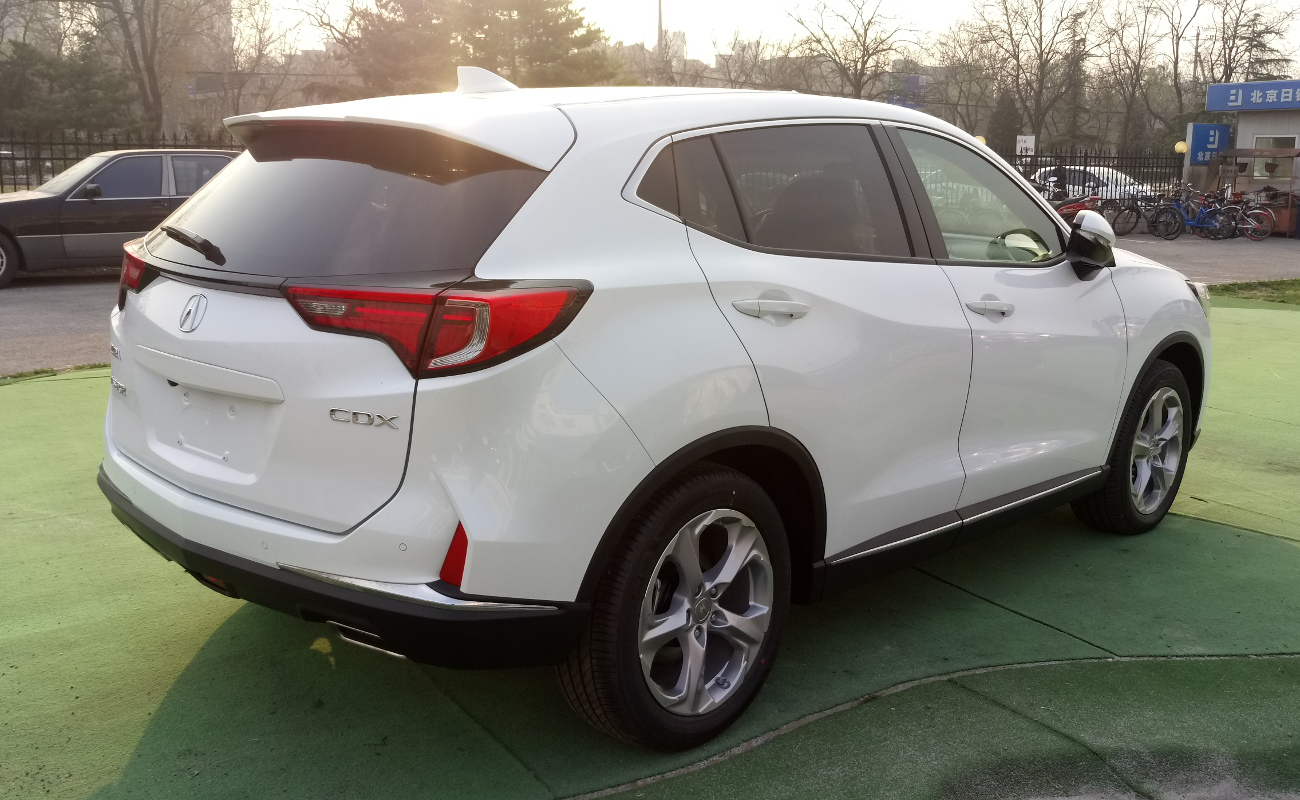
Acura CDX - tył

Samochód został po raz pierwszy oficjalnie zaprezentowany podczas targów motoryzacyjnych w Pekinie w 2016 roku. Pojazd zbudowany został na bazie płyty podłogowej modelu HR-V/Vezel. Auto uzupełnia lukę pomiędzy dwoma modelami Hondy - HR-V/Vezel oraz CR-V.